# Ken McKenzie Award
Ken McKenzie Award je každoročně udělovaná trofej v severoamerické hokejové lize AHL osobnosti, která nejvíce přispěla lize v marketingu a propagaci. Trofej byla pojmenována po Kenu McKenziem, spoluzakladateli a dlouholetém prezidentovi a vydavateli magazínu The Hockey News.

## Držitelé
| Ken McKenzie Award - (za marketin a propagaci v AHL) |                            |                                                              |
| 2020–21                                              | Zack Fisch                 | Hershey Bears                                                |
| 2019–20                                              | Allie Brown                | Iowa Wild                                                    |
| 2018–19                                              | Paul Branecky              | Charlotte Checkers                                           |
| 2017–18                                              | Pam Frasco                 | Cleveland Monsters                                           |
| 2016–17                                              | Marc Lira                  | Toronto Marlies                                              |
| 2015–16                                              | Mike Peck                  | Rockford IceHogs                                             |
| 2014–15                                              | Brian Coe                  | Wilkes-Barre/Scranton Penguins                               |
| 2013–14                                              | Charlie Larson             | Milwaukee Admirals                                           |
| 2011–12                                              | Mike Lappan                | Charlotte Checkers                                           |
| 2010–11                                              | Mike Cosentino             | Toronto Marlies                                              |
| 2009–10                                              | Jim Sarosy                 | Syracuse Crunch                                              |
| 2008–09                                              | Courtney Mahoney           | Chicago Wolves                                               |
| 2007–08                                              | Norva Riddell              | Manitoba Moose                                               |
| 2006–07                                              | Randy Cleves               | Grand Rapids Griffins                                        |
| 2005–06                                              | Mike Wojociechowski        | Milwaukee Admirals                                           |
| 2004–05                                              | Brian Lewis                | Hamilton Bulldogs                                            |
| 2003–04                                              | Chris Schwartz             | St. John's Maple Leafs                                       |
| 2002–03                                              | Don Helbig                 | Cincinnati Mighty Ducks                                      |
| 2001–02                                              | Jim Sarosy                 | Syracuse Crunch                                              |
| 2000–01                                              | Dave Cieslinski            | Rochester Americans                                          |
| 1999–00                                              | Brian Magness a Rich Hixon | Wilkes-Barre/Scranton Penguins                               |
| 1998–99                                              | Cary Kaplan                | Hamilton Bulldogs                                            |
| 1997–98                                              | Chris Palin                | Rochester Americans                                          |
| 1996–97                                              | Glenn Stanford             | St. John's Maple Leafs a Carole Appleton Springfield Falcons |
| 1995–96                                              | Tim Kuhl                   | Syracuse Crunch                                              |
| 1994–95                                              | Tim Kuhl                   | Syracuse Crunch                                              |
| 1993–94                                              | Jeremy Duncan              | Albany River Rats                                            |
| 1992–93                                              | Catherine Galea            | Hamilton Canucks a Jason Siegel Binghamton Rangers           |
| 1991–92                                              | Russ Newton                | Fredericton Canadiens                                        |
| 1990–91                                              | Jan MacDonald              | New Haven Nighthawks                                         |
| 1989–90                                              | Don Ostrom                 | Adirondack Red Wings                                         |
| 1988–89                                              | John Forslund              | Springfield Indians                                          |
| 1987–88                                              | Doug Yingst                | Hershey Bears                                                |
| 1986–87                                              | Larry Haley                | Moncton Golden Flames                                        |
| 1985–86                                              | Randy Scott                | Rochester Americans                                          |
| 1984–85                                              | Dale Arnold                | Maine Mariners                                               |
| 1983–84                                              | Dave Strader               | Adirondack Red Wings                                         |
| 1982–83                                              | Mike Doyle                 | Fredericton Express                                          |
| 1981–82                                              | Rick Peckham               | Rochester Americans                                          |
| 1980–81                                              | Brent Hancock              | Hershey Bears                                                |
| 1979–80                                              | Bruce Landon               | Springfield Indians                                          |
| 1978–79                                              | Roy Mlakar                 | New Haven Nighthawks                                         |
| 1977–78                                              | Mike Emrick                | Maine Mariners                                               |